# Жан Митри
Жан Митри (фр. Jean Mitry; наст. имя Жан Рене Гетгелюк, фр. Jean-René-Pierre Goetgheluck; 7 ноября 1904, Суасон, Франция — 18 января 1988, Париж) — французский киновед, теоретик кино, режиссёр, один из основателей Французской синематеки и Института высшего кинематографического образования (IDHEC).

## Профессиональная деятельность
Жан Митри был одним из пионеров движения киноклубов. В 1925 году он был одним из основателей первого Французского киноклуба, а в 1936 году вместе с Анри Ланглуа и Жоржем Франжю участвовал в организации Французской синематеки.
Жан Митри одним из первых французских интеллектуалов ввёл изучение эстетики кино в университетскую программу. Он преподавал в Институте высшего кинематографического образования (1944—1946), в Монреальском университете (1966—1970), затем в Университете Париж I (1970—1975) и в Высшей школе журналистики в Париже. С 1984 по 1988 годы занимал пост президента Французской ассоциации исследований истории кино.
Снимал экспериментальное короткометражное кино. Наиболее известная работа — «Пасифик 231» (1949), в котором звучит музыка из одноимённой симфонической поэмы Артюра Онеггера, одного из крупнейших композиторов XX века. Фильм получил приз за лучший монтаж на Каннском международном кинофестивале. В 1952 году он работал монтажёром на фильме «Багряный занавес» другого известного французского теоретика кино и режиссеёа Александра Астрюка. Этот фильм также участвовал в Каннском кинофестивале. Но наиболее успешной и продуктивной была теоретическая работа Митри.

## Теория кино
Его главным трудом по теории кино является книга «Эстетика и психология киноискусства» (1963—1965). Эта работа не была популярна во Франции во многом из-за несоответствия доминирующей в 1960-х годах структуралистской семиологии. В книге Митри анализирует сущность изображения как такового, рассматривает функции монтажа и исследует различные жанры и формы кино.
В целом теорию кино Митри можно назвать реалистической. Для теоретика изображение в кино всегда повторяет действительность, удваивает её, становится её «аналагоном». Монтаж же создает контекст изображения, его значение, которое определяет «бытие», существующее в пространстве этого фильма. Нарратив и пространственно-временная организация фильма придают изображению значение. Митри больше симпатизирует реалистическому кинематографу, и свою теорию выстраивает на его основе. Главное преимущество такого кинематографа для него в том, изображение обретает значение в материале реальности, а значит помогает осмыслять действительность.
Митри выпускает два массивных тома «Эстетики и психологии киноискусства» в 1963 и 1965 годах. Кристиан Метц, известный теоретик кино, охарактеризовал труд Митри как «теорию классического кино». Первая книга под названием «Структуры» посвящена условиям, в соответствии с которыми объекты, представленные в фильме, кадрируются, выстраиваются в композицию, организуются и превращаются в объекты-изображения. Это принципы, в соответствии с которыми фильм приобретает форму.
Второй том под названием «Формы» больше касается самих форм, которые рассматриваются исторически и в сравнении с иными формами структурирования в других средах. В классических аристотелевских терминах можно сказать, что первая книга в центре внимания касается ткани, субстрата или материи фильма как способа выражения; в то время как вторая книга более непосредственно связана с тем, как это вещество проявило себя формально.
Большое внимание в книге уделено языку кино, а также отличия кино от других видов искусства, с которым его часто сравнивают, будь то визуально-пространственное (особенно живопись), слухо-ритмическое (особенно музыка) и нарративно-пространственно-временное (особенно театр и литература).
В обоих томах Митри описывает и эстетические принципы, на основе которых, по его версии, можно судить и выделять достижения (или неудачи) фильмов.
В книге Митри часто делает обширные и подробные отступления от анализа конкретных фильмов и рассуждая на темы логики, эстетики, философии языка, музыковедения, поэзии, истории театра и т. д..

## Фильмография
- Пасифик 231 (1949)
- Le Paquebot Liberté (1950)
- Au pays des Grands Causses (1951)
- Images pour Debussy, quatre études : En bateau; Arabesque en mi; Reflets dans l’eau ; Arabesque en sol (1952)
- Symphonie mécanique en Polyvision (en) (1955)
- La Machine et l’Homme (1956)
- Le Miracle des ailes (coréalisateur : Georges Beuville2) (1956)
- Écrire en images (1957)
- Chopin (1958)
- Derrière le décor (1959)
- Énigme aux Folies Bergère (1959)
- Écrire un film (1960)
- La Grande Foire (coréalisateur : André Valio-Cavaglione3) (1961)
- Les Héros de l’air (coréalisateur : Roger Laurent) (1963)